# Bundesstraße 31

Curso de la Carretera Federal B 31

La Bundesstraße 31 (literalmente: Carretera Federal 31 - abreviación: B 31) es una Bundesstraße en el sur de Alemania. Va desde Breisach en la orilla del Rin en el suroeste de Baden-Wurtemberg hasta el punto de conexión con la autopista A 96 cerca de Lindau en la orilla del lago de Constanza en el suroeste de Baviera. Tiene un recorrido de unos 200 km. Se trata de uno de los principales ejes de tráfico del este al oeste. El trayecto a través del Höllental, un estrecho valle en la Alta Selva Negra, es de particular interés turístico.

## Enlaces
- Wikimedia Commons alberga una categoría multimedia sobre Bundesstraße 31.